# Ribeira Brava
Ribeira Brava (prononcé en portugais : [ʁiˈbej.ɾɐ ˈbɾa.vɐ]) est une petite ville située sur la côte sud de l’île de Madère, au Portugal, tournée vers la mer, à environ 16 kilomètres à l’ouest de la capitale Funchal.
La ville de Ribeira Brava fait partie de la freguesia de Ribeira Brava.

## Histoire
Selon la légende João Gonçalves Zarco a baptisé l’endroit Ribeira Brava (« Rivière Sauvage ») parce qu’il avait trouvé là une rivière dont les eaux furieuses fonçaient vers la mer.
Justement lorsqu’il pleut abondamment sur les montagnes, l’eau descend à vive allure jusqu’à la mer. On ne verra cette « rivière sauvage » de la ville qu’en hiver car, aux autres saisons, ce n’est qu’un ruisseau dompté

## Tourisme
La rivière prend sa source à 327 mètres d’altitude, à quelque 8 kilomètres de la ville, et suit le parcours de la route conduisant à Encumeada, point de départ de randonnées pédestres.
Peu après Ribeira Brava, un chemin sur la gauche de la route venant de Campanario conduit au belvédère de Cruz. Le panorama s’étend sur les villes de Ponta do Sol et Ribeira Brava, et à l’est sur les montagnes de Campanário jusqu’à Fajã da Ovelha.
Zones balnéaires : plage de Tabua, zone balnéaire de Calhau da Lapa à Campanário, plage de Ribeira Brava.

## Démographie
| 1920   | 1930   | 1960   | 1981   | 1991   | 2001   | 2004   |
| ------ | ------ | ------ | ------ | ------ | ------ | ------ |
| 14 132 | 16 394 | 19 793 | 13 480 | 13 170 | 12 494 | 12 523 |

## Sport
- Football : CD Ribeira Brava
- un stade d’athlétisme rénové qui a permis d’y organiser la Coupe d’Europe des épreuves combinées 2011, seconde division.

## Illustrations

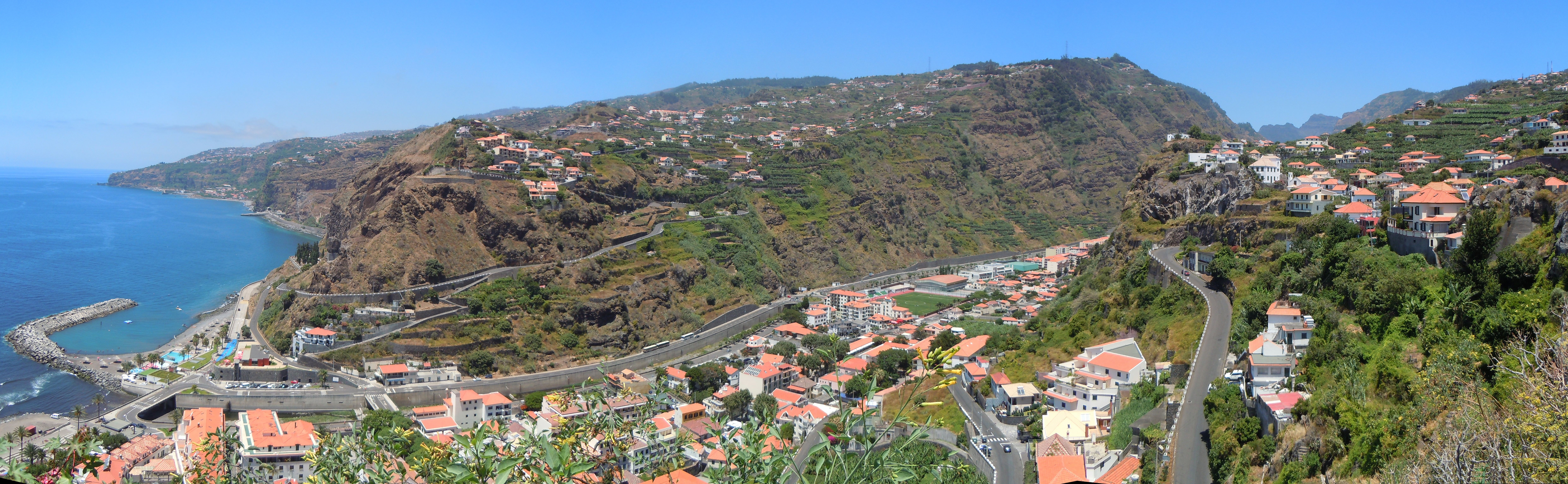
Ribeira Brava depuis le Miradouro do Cais
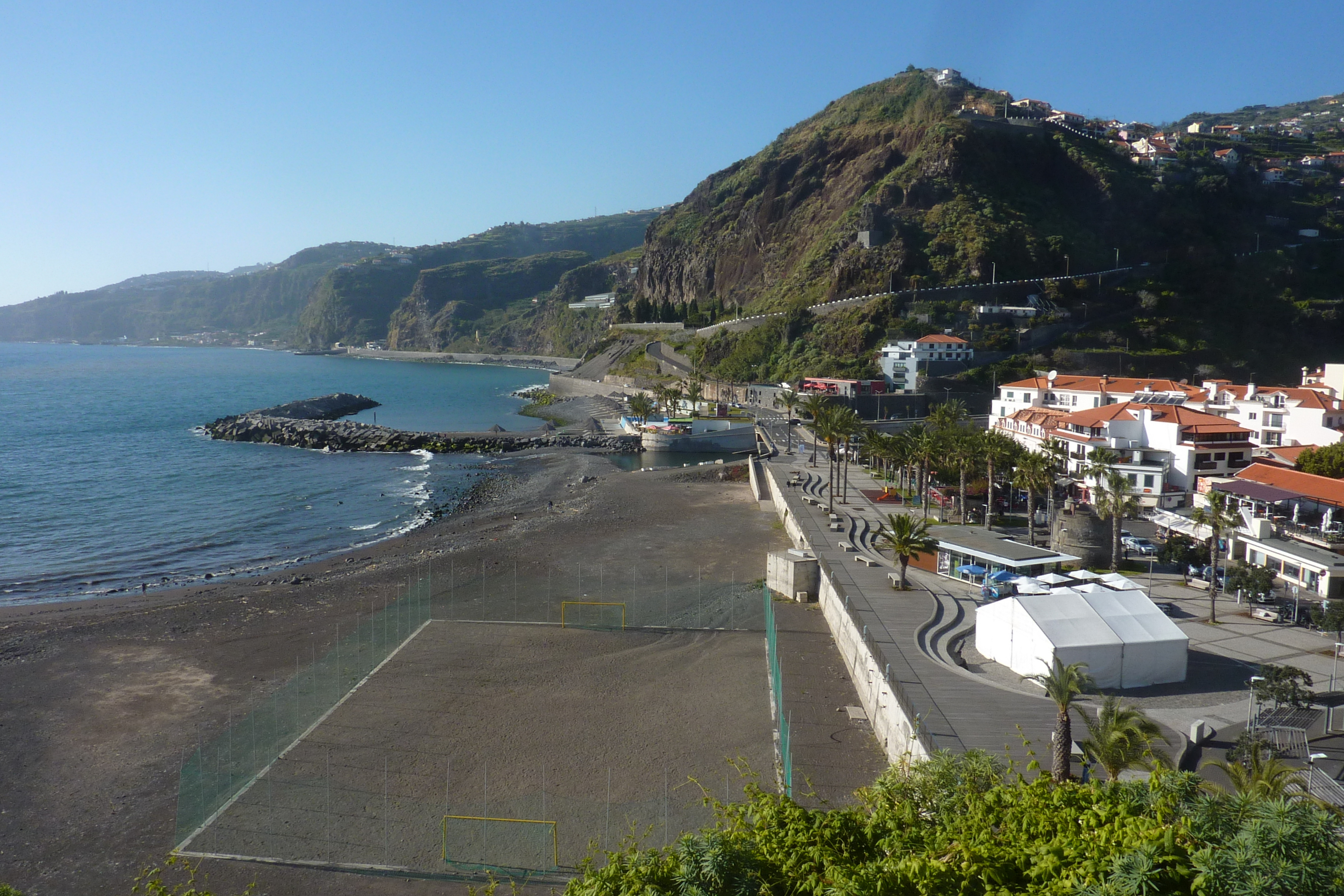
La plage de Ribeira Brava
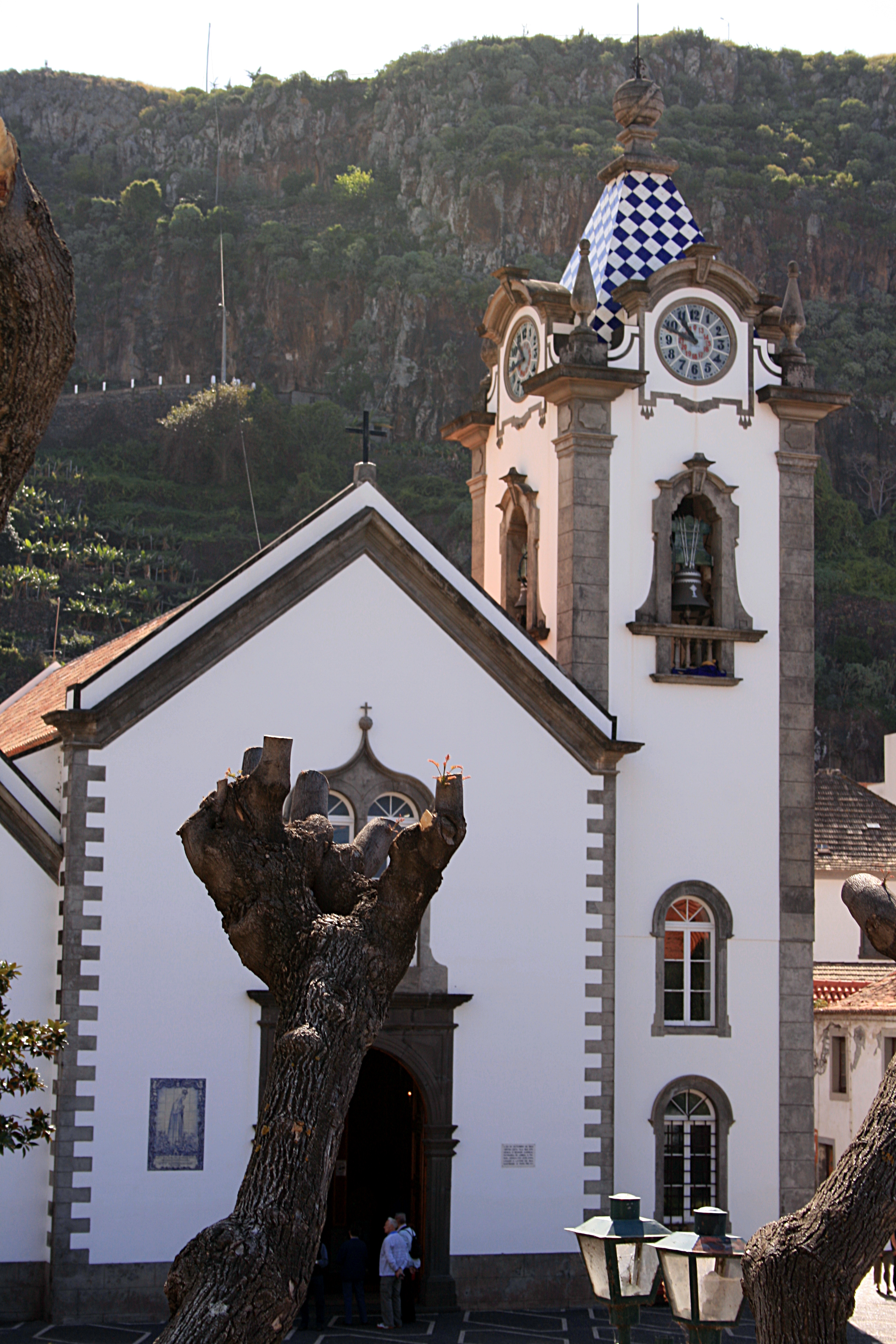
Église